# Yōson Ikeda
Yōson Ikeda (池田遙邨, né Shōichi (昇一) le 1er novembre 1895 dans la préfecture d'Okayama et mort le 26 septembre 1988) est un peintre japonais de style Nihonga des périodes Taishō et Shōwa.

## Biographie
Ikeda Yōson commence à étudier la peinture en 1912, sous la direction de Matsubara Sangorō (1864-1946). Trois ans plus tard, il gagne un prix à la 5e Exposition du ministère de la culture. En 1918, il passe à la peinture Nihonga et devient l'élève de Takeuchi Seihō. La même année, il remporte un prix au premier « Teiten ». Il s'inscrit ensuite à l’Académie de Kyoto  (京都市立絵画専門学校, Kyoto shiritsu semmon gakkō ), dont il sort diplômé en 1924. Il travaille ensuite comme chercheur dans le domaine de l'art.
En 1928, il se fait remarquer par les croquis qu'il réalise en marchant le long du Tōkaidō, l'ancienne route entre Tōkyō et Kyoto. Cette même année, le tableau Osaka dans la neige (雪の大阪, Yuki no Ōsaka) présenté pour la 9e exposition Teiten reçoit un prix majeur, suivi d'un autre prix l'année suivante. Il s'impose ainsi comme l'un des peintres les plus importants de sa génération. Après cela, Ikeda continue à exposer à Teiten, Shi-Bunte et Nitten et, avec Keika Kanashima (1892-1974) et Shinsen Tokuoka (1896-1972), il est considéré comme l'un des trois grands représentants du Chikujō- kai (竹杖会), l'école privée de Takeuchi.
Ikeda crée ce que l'on pourrait appeler des « paysages fantastiques et spirituels », notamment dans des gravures sur bois et des peintures de style Yamato-e et Nanga. Il remporte le prix de l'Académie japonaise des arts en 1959 et devient membre de l'Académie en 1976. En 1984, il est honoré en tant que Personne de mérite culturel ; en 1986, il devient citoyen d'honneur de la ville de Kurashiki et, en 1987, il reçoit l'Ordre de la Culture.